# Горацій Джексон
Горацій Джексон (англ. Horace Jackson; 29 березня 1898 — 26 січня 1952) — американський сценарист. Джексон також працював як художник-постановник на початку своєї кар'єри. В 1931 році він був номінований на премію «Оскар» за найкращий адаптований сценарій для фільму «Свято».

## Біографія
Горацій Атертон Джексона народився 29 березня 1898, в сім'ї Гаррі С. Джексона і Олени Атертон Джексон в штаті Іллінойс. Його батько помер, коли йому було п'ять років, і кілька років по тому його мати переїхала з ним і його сестрою, Хелен, в район Бойл Хайтс, Лос-Анджелес. До роботи в кіно, Джексон був архітектором.
Його перша робота сценаристом була адаптація сценарію Бенджаміна Глейзера і Мельхіора Ленд'єла «Дивний вантаж». Протягом своєї кар'єри він написав сценарії для 28 фільмів.
26 січня 1952 Горацій Джексон помер в автокатастрофі.

## Вибрана фільмографія
- 1923: Барабани небезпеки / The Drums of Jeopardy
- 1925: Бен-Гур: історія Христа / Ben-Hur: A Tale of the Christ
- 1927: Приватне життя Єлени Троянської / The Private Life of Helen of Troy
- 1929: Божественна леді / The Divine Lady
- 1930: Лотерея наречених / The Lottery Bride
- 1930: Свято / Holiday
- 1937: Сніданок для двох / Breakfast for Two